# 尼尔萨
尼尔萨（Nirsa），是印度贾坎德邦Dhanbad县的一个城镇。总人口13903（2001年）。

## 人口
该地2001年总人口13903人，其中男性7571人，女性6332人；0—6岁人口1983人，其中男1072人，女911人；识字率64.14%，其中男性为72.12%，女性为54.60%。